# Super League 2012/13 (Griechenland)
Die Super League 2012/13 war die 77. Spielzeit der höchsten griechischen Spielklasse im Männerfußball sowie die siebte Austragung unter dem Namen Super League. Sie begann am 25. August 2012 und endete am 2. Juni 2013 mit dem letzten Spieltag der Europa-League-Playoffs.
Titelverteidiger Olympiakos Piräus konnte die Meisterschaft erfolgreich verteidigen.
Der wohl überraschendste Neuling in der höchsten Liga ist der AO Platanias aus Kreta. Begünstigt durch die Zwangsabstiege, schaffte es der Verein in kürzester Zeit mehrere Ligen aufzusteigen und findet sich nun erstmals in der Super League.

## Vereine
| Verein              | Logo                | Stadt        | Stadion                       | Kapazität |
| ------------------- | ------------------- | ------------ | ----------------------------- | --------- |
| AEK Athen           | AEK Athen           | Athen        | Olympiastadion Athen          | 71.030    |
| Aris Thessaloniki   |                     | Thessaloniki | Kleanthis Vikelidis Stadion   | 23.220    |
| Asteras Tripolis    | Asteras Tripolis    | Tripolis     | Stadio Theodoros Kolokotronis | 04.000    |
| Atromitos Athen     | Atromitos Athen     | Peristeri    | Peristeri-Stadion             | 10.200    |
| PAS Ioannina        | PAS Ioannina        | Ioannina     | Zisomades-Stadion             | 07.500    |
| AO Kerkyra          | AO Kerkyra          | Kerkyra      | Kérkyras-Stadion              | 04.000    |
| OFI Kreta           | OFI Kreta           | Heraklion    | Pankritio Stadio              | 26.400    |
| Levadiakos          | Levadiakos          | Livadia      | Stadio Livadias               | 05.915    |
| Olympiakos Piräus   | Olympiakos Piräus   | Piräus       | Karaiskakis-Stadion           | 33.334    |
| Panathinaikos Athen | Panathinaikos Athen | Athen        | Olympiastadion Athen          | 71.030    |
| Panionios Athen     | Panionios Athen     | Athen        | Nea-Smyrni-Stadion            | 11.700    |
| Panthrakikos        | Panthrakikos        | Komotini     | Komotini-Stadion              | 03.000    |
| PAOK Thessaloniki   | PAOK Thessaloniki   | Thessaloniki | Toumba-Stadion                | 28.701    |
| AO Platanias        | AO Platanias        | Platanias    | Maleme-Stadion                | 01.000    |
| Veria FC            | Veria FC            | Veria        | Veria-Stadion                 | 09.300    |
| Skoda Xanthi        |                     | Xanthi       | Skoda-Xanthi-Stadion          | 07.500    |

## Hauptrunde
Nach Abschluss der regulären Saison spielten die Teams auf den Plätzen zwei bis fünf um internationale Startplätze. Die drei letztplatzierten Vereine hingegen stiegen in die Football League ab. Die Spiele begannen am 25. August 2012.

### Tabelle
| Pl. | Verein                   | Sp. | S  | U  | N  | Tore    | Diff. | Punkte |
| --- | ------------------------ | --- | -- | -- | -- | ------- | ----- | ------ |
| 1.  | Olympiakos Piräus (M, P) | 30  | 24 | 5  | 1  | 064:160 | +48   | 77     |
| 2.  | PAOK Thessaloniki        | 30  | 18 | 8  | 4  | 046:190 | +27   | 62     |
| 3.  | Asteras Tripolis         | 30  | 17 | 5  | 8  | 041:250 | +16   | 56     |
| 4.  | Atromitos Athen          | 30  | 11 | 13 | 6  | 026:220 | +4    | 46     |
| 5.  | PAS Ioannina             | 30  | 12 | 8  | 10 | 028:240 | +4    | 44     |
| 6.  | Panathinaikos Athen 1    | 30  | 10 | 12 | 8  | 032:300 | +2    | 40     |
| 7.  | Skoda Xanthi             | 30  | 10 | 10 | 10 | 028:260 | +2    | 40     |
| 8.  | Panionios Athen          | 30  | 11 | 3  | 16 | 035:420 | −7    | 36     |
| 9.  | AO Platanias (N)         | 30  | 10 | 6  | 14 | 029:420 | −13   | 36     |
| 10. | Panthrakikos (N)         | 30  | 10 | 6  | 14 | 030:330 | −3    | 36     |
| 11. | Levadiakos               | 30  | 9  | 7  | 14 | 021:350 | −14   | 34     |
| 12. | Veria FC (N)             | 30  | 8  | 9  | 13 | 030:350 | −5    | 33     |
| 13. | Aris Thessaloniki        | 30  | 7  | 12 | 11 | 032:400 | −8    | 33     |
| 14. | OFI Kreta                | 30  | 8  | 8  | 14 | 033:460 | −13   | 32     |
| 15. | AEK Athen 2              | 30  | 8  | 6  | 16 | 021:360 | −15   | 27     |
| 16. | AO Kerkyra               | 30  | 4  | 8  | 18 | 016:410 | −25   | 20     |

Platzierungskriterien: 1. Punkte – 2. Direkter Vergleich (Punkte, Tordifferenz, geschossene Tore) – 3. Tordifferenz – 4. geschossene Tore

| (M) | amtierender griechischer Meister     |
| (P) | amtierender griechischer Pokalsieger |
| (N) | Neuaufsteiger                        |

### Kreuztabelle
| 2012/13             | AEK Athen |     | Asteras Tripolis | Atromitos Athen | AO Kerkyra | Levadiakos | OFI Kreta | Olympiakos Piräus | Panathinaikos Athen | Panionios Athen | Panthrakikos | PAOK Thessaloniki | PAS Ioannina | AO Platanias |     | Veria FC |
| ------------------- | --------- | --- | ---------------- | --------------- | ---------- | ---------- | --------- | ----------------- | ------------------- | --------------- | ------------ | ----------------- | ------------ | ------------ | --- | -------- |
| AEK Athen           |           | 1:1 | 0:1              | 1:1             | 1:1        | 0:1        | 2:1       | 0:4               | 0:2                 | 1:0             | 0:3          | 0:0               | 2:1          | 1:0          | 1:0 | 2:1      |
| Aris Thessaloniki   | 1:1       |     | 5:1              | 1:1             | 1:0        | 4:0        | 0:0       | 2:2               | 1:0                 | 2:1             | 0:0          | 2:2               | 1:2          | 0:2          | 0:0 | 2:1      |
| Asteras Tripolis    | 3:1       | 1:1 |                  | 3:0             | 3:0        | 1:0        | 2:1       | 0:1               | 2:2                 | 2:1             | 1:0          | 1:0               | 2:0          | 2:1          | 0:1 | 3:0      |
| Atromitos Athen     | 1:0       | 0:1 | 0:2              |                 | 2:0        | 0:0        | 3:2       | 0:1               | 1:2                 | 1:0             | 2:1          | 1:0               | 0:0          | 1:0          | 1:0 | 0:0      |
| AO Kerkyra          | 0:1       | 2:2 | 0:1              | 0:2             |            | 1:2        | 2:1       | 0:1               | 0:0                 | 2:1             | 0:2          | 0:0               | 0:2          | 2:1          | 1:1 | 1:1      |
| Levadiakos          | 0:0       | 2:1 | 0:0              | 0:0             | 2:0        |            | 1:1       | 0:1               | 0:1                 | 3:0             | 0:3          | 0:1               | 1:1          | 1:0          | 1:4 | 0:0      |
| OFI Kreta           | 2:1       | 2:0 | 2:0              | 2:2             | 2:0        | 0:2        |           | 0:4               | 2:2                 | 2:1             | 1:1          | 1:1               | 2:1          | 1:3          | 0:0 | 2:0      |
| Olympiakos Piräus   | 3:0       | 2:1 | 1:0              | 2:3             | 2:0        | 4:0        | 2:0       |                   | 1:1                 | 2:1             | 4:1          | 0:0               | 2:0          | 2:1          | 4:0 | 3:0      |
| Panathinaikos Athen | 1:0       | 1:1 | 0:0              | 1:1             | 1:0        | 1:2        | 3:1       | 2:2               |                     | 0:0             | 1:1          | 2:0               | 1:1          | 0:1          | 0:1 | 3:2      |
| Panionios Athen     | 1:0       | 1:0 | 2:1              | 1:0             | 0:1        | 2:1        | 2:1       | 1:2               | 1:2                 |                 | 2:0          | 1:2               | 0:1          | 4:0          | 3:3 | 1:1      |
| Panthrakikos        | 1:0       | 4:0 | 1:0              | 0:1             | 2:1        | 3:0        | 3:1       | 0:1               | 1:0                 | 1:2             |              | 1:4               | 0:3          | 1:1          | 0:2 | 0:1      |
| PAOK Thessaloniki   | 1:0       | 4:1 | 2:1              | 0:0             | 3:1        | 1:0        | 3:1       | 1:1               | 2:0                 | 4:2             | 1:0          |                   | 2:0          | 2:0          | 0:1 | 2:0      |
| PAS Ioannina        | 2:0       | 2:0 | 1:2              | 0:0             | 1:0        | 1:0        | 1:0       | 1:2               | 0:0                 | 1:2             | 0:0          | 1:3               |              | 0:0          | 1:0 | 2:0      |
| AO Platanias        | 2:1       | 2:0 | 0:3              | 0:0             | 1:1        | 2:0        | 1:2       | 0:4               | 2:1                 | 2:1             | 2:0          | 1:2               | 1:1          |              | 3:2 | 0:0      |
| Skoda Xanthi        | 1:0       | 0:0 | 1:1              | 0:0             | 0:0        | 1:0        | 3:0       | 0:2               | 1:2                 | 4:0             | 0:0          | 0:3               | 0:1          | 2:0          |     | 0:2      |
| Veria FC            | 0:4       | 3:1 | 1:2              | 2:2             | 2:0        | 1:2        | 0:0       | 1:2               | 3:0                 | 0:1             | 2:0          | 0:0               | 1:0          | 5:0          | 0:0 |          |

## Play-offs
Die Mannschaften auf den Plätzen zwei bis fünf der Hauptrunde erreichten die Play-offs, in denen die drei weiteren Teilnehmer an internationalen Wettbewerben ausgespielt wurden. Dabei erhielten die Vereine, die in der regulären Saison die Plätze zwei bis vier belegt haben, einen Punktevorsprung im Ausmaß von 1/5 des Punktevorsprungs auf den Fünften der regulären Saison (mit kaufmännischer Rundung): so erhielt PAOK Saloniki aufgrund des Vorsprungs von 18 Punkten einen Vorsprung von 4 Punkten (18/5=3,6, gerundet auf 4). Asteras Tripolis hat 12 Punkte Vorsprung und bekam deswegen 2 Punkte (12/5=2,4, gerundet auf 2) und Atromitos Athen hatten in der regulären Saison 2 Punkte Vorsprung und startete daher ohne Bonus in die Play-offs (2/5=0,4, gerundet auf 0). Jeder spielte gegen jeden ein Hin- und Rückspiel, sodass jeweils 6 Partien ausgetragen wurden.

### Tabelle
| Pl. | Verein             | Sp. | S | U | N | Tore    | Diff. | Punkte | Bonus | Gesamt |
| --- | ------------------ | --- | - | - | - | ------- | ----- | ------ | ----- | ------ |
| 1.  | PAOK Thessaloniki  | 6   | 3 | 0 | 3 | 007:700 | ±0    | 09     | 4     | 13     |
| 2.  | Atromitos Athen    | 6   | 3 | 2 | 1 | 008:500 | +3    | 11     | 0     | 11     |
| 3.  | Asteras Tripolis 3 | 6   | 2 | 1 | 3 | 006:700 | −1    | 07     | 2     | 9      |
| 4.  | PAS Ioannina 4     | 6   | 2 | 1 | 3 | 006:800 | −2    | 07     | 0     | 7      |

| (M) | amtierender griechischer Meister     |
| (P) | amtierender griechischer Pokalsieger |

### Kreuztabelle
| 2012/13           | Asteras Tripolis | Atromitos Athen | PAOK Thessaloniki | PAS Ioannina |
| ----------------- | ---------------- | --------------- | ----------------- | ------------ |
| Asteras Tripolis  |                  | 2:1             | 1:2               | 2:1          |
| Atromitos Athen   | 0:0              |                 | 2:1               | 2:0          |
| PAOK Thessaloniki | 1:0              | 1:2             |                   | 0:1          |
| PAS Ioannina      | 2:1              | 1:1             | 1:2               |              |

## Torschützenliste
| Pl. | Name                   | Team                | Tore |
| --- | ---------------------- | ------------------- | ---- |
| 01. | Rafik Djebbour         | Olympiakos Piräus   | 20   |
| 02. | Stefanos Athanasiadis  | PAOK Thessaloniki   | 13   |
| 03. | Konstantinos Mitroglou | Olympiakos Piräus   | 11   |
| 03. | Dimitrios Papadopoulos | Panthrakikos        | 11   |
| 05. | David Aganzo           | Aris Thessaloniki   | 09   |
| 05. | Brana Ilić             | PAS Ioannina        | 09   |
| 05. | Emanuel Perrone        | Asteras Tripolis    | 09   |
| 05. | Dimitris Salpingidis   | PAOK Thessaloniki   | 09   |
| 05. | Toché                  | Panathinaikos Athen | 09   |
| 10. | Christos Aravidis      | Panionios Athen     | 08   |
| 10. | Athanasios Papazoglou  | OFI Kreta           | 08   |

## Die Meistermannschaft von Olympiakos Piräus
| 1.                          | Olympiakos Piräus |
| Olympiakos Piräus (Fußball) | - Tor: Franco Costanzo (16/-), Balázs Megyeri (14/-) - Abwehr: José Holebas (28/4), Ioannis Maniatis (27/2), Kostas Manolas (24/1), François Modesto (20/1), Pablo Contreras (17/1), Dimitrios Siovas (15/2), Anastasios Papazoglou (15/1), Avraam Papadopoulos (5/3), Drissa Diakité (4/-) - Mittelfeld: Paulo Machado (28/2), Djamel Abdoun (27/7), Leandro Greco (24/-), Ariel Ibagaza (21/-), David Fuster (18/3), Ljubomir Fejsa (15/-), Ioannis Fetfatzidis (12/-), Charalampos Lykogiannis (4/-) - Sturm: Rafik Djebbour (25/20), Konstantinos Mitroglou (25/11), Marko Pantelić (19/6), Panagiotis Vlachodimos (12/2), Juan Pablo Pino (3/-) - Trainer: Míchel |

* Vasilios Torosidis (12/1), Giannis Zaradoukas (1/-), Andreas Tatos (1/-) und Diogo (1/-) haben den Verein während der Saison verlassen